# Świątynia Surji w Modhera
Świątynia Słońca – hinduistyczna świątynia w miejscowości Modhera w indyjskim stanie Gudźarat, w odległości 25 km od miasta Mehsana, zbudowana w 1026 roku przez króla Bhimdewa I z dynastii Solanki. Poświęcona jest bogowi Słońca Surji, będąc jedną z trzech zachowanych świątyń tego boga, poza Konarak i Martand.

## Historia
Świątynię zbudowano w okresie, gdy Mahmud z Ghazni plądrował inne obszary Indii. Dynastia Solanki zdołała jednak zachować swoją potęgę, budując wspaniałe świątynie. Władcy tej dynastii określali się jako Surjawanśi, czyli wywodzący swoją genealogię od boga Słońca. Świątynię zaprojektowano w ten sposób, aby w dzień zrównania dnia z nocą pierwsze promienie słońca padały na posąg Surji.
Obecnie świątynia znajduje się częściowo w ruinie po zniszczeniach innego muzułmańskiego najeźdźcy, Allauddina Childżi.

## Architektura
Świątynia stanowi sama w sobie odrębny styl architektoniczny, określany jako „architektura Solanki”.
Składa się z trzech oddzielnych, lecz ustawionych w jednej linii elementów:
1. Surya Kund (dosłownie „Sadzawka Słońca”) – dużych rozmiarów sadzawka świątynna, służąca wiernym do ablucji.
2. Sabha Mandap – „Sala Zgromadzeń”, gdzie odbywały się ceremonie religijne.
3. Guda Mandap – „Sala Posągu”, w której niegdyś znajdował się wizerunek boga Słońca.